# Ōmura, Nagasaki
Ōmura (japanska: 太宰府市 ?, Ōmura-shi) är en stad i Nagasaki prefektur i Japan. Staden fick stadsrättigheter 1942.